# Lee Kyoung-hoon

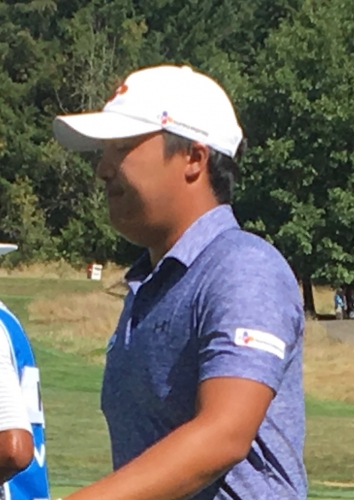
Lee Kyoung-hoon

Lee Kyoung-hoon (24 augustus 1991) is een golfprofessional uit Zuid-Korea.
Lee werd in 2011 professional en speelde vervolgens op de OneAsia Tour. In 2012 mocht hij naar de Japan Golf Tour. Nadat hij in juli de SEGA Sammy Cup had gewonnen, kwam hij in de top-200 van de wereldranglijst.

## Gewonnen
- 2012: SEGA Sammy Cup